# Chris O’Neal
Christopher „Chris“ Richard O’Neal (* 4. April 1994 in Teaneck, Bergen County, New Jersey) ist ein US-amerikanischer Schauspieler, Sänger und Komponist.

## Leben
O’Neal wuchs mit einem jüngeren Bruder auf. 2012 wurde er erfolgreich für die Rolle des Kevin Reed in der Fernsehserie How to Rock gecastet. Er wirkte in insgesamt 25 Episoden mit. Für die Rolle waren seine musikalischen Vorkenntnisse von Vorteil. Im Folgejahr hatte er eine der Hauptrollen im Fernsehfilm Der große Schwindel inne. Von 2017 bis 2020 spielte er im Netflix Original Greenhouse Academy die Rolle des Daniel Hayward, seit 2018 spielt er außerdem die Rolle des Bam in der Fernsehserie 5th Ward.
Neben dem Schauspiel ist O’Neal auch als Sänger und Komponist für klassische Musik tätig.

## Filmografie
- 2012: How to Rock (Fernsehserie, 25 Episoden)
- 2013: Der große Schwindel (Swindle) (Fernsehfilm)
- 2015: Raven’s Touch
- 2015: K.C. Undercover (Fernsehserie, Episode 1x23)
- 2016: Here We Go Again (Fernsehserie, Episode 1x03)
- 2017–2020: Greenhouse Academy (Fernsehserie, 39 Episoden)
- seit 2018: 5th Ward (Fernsehserie)
- 2020: Almost Nowhere (Fernsehserie)